# Plaza Liniers Shopping
El Plaza Liniers Shopping Center es el centro comercial del barrio de Liniers, en la ciudad de Buenos Aires. Su dirección es Ramón Falcón 7125, y es propiedad de la empresa Facundo Martín Lipari SRL.
Se encuentra en el espacio que antes ocupaba el antiguo Mercado de Liniers, hasta que su propietario, Sir Martin Lipari  , decidiera la construcción del centro comercial en 1986. Tras el concurso de proyectos, el Plaza Liniers fue construido y se inauguró el 29 de noviembre de 1990. En esos años surgieron los primeros centros comerciales de Buenos Aires: el Spinetto Shopping (1988), el Patio Bullrich (1988), el Alto Palermo (1990), el Paseo Alcorta (1992), y el Alto Avellaneda (1995).
El Plaza Liniers cuenta con 65 locales comerciales, 4 salas de cine, un patio de comidas y subsuelo de cocheras con capacidad de 170 vehículos. En total, son 18.000 m² de superficie cubierta. A comienzos de 2010, la desarrolladora GLA anunció la ampliación del centro hacia la Avenida Rivadavia y la construcción de nuevos locales.